# Koło Szpitala (Włodawa)
Koło Szpitala – część miasta Włodawa w Polsce położona w województwie lubelskim, w powiecie włodawskim, w gminie miejskiej Włodawa.